# パーライト (発泡体)

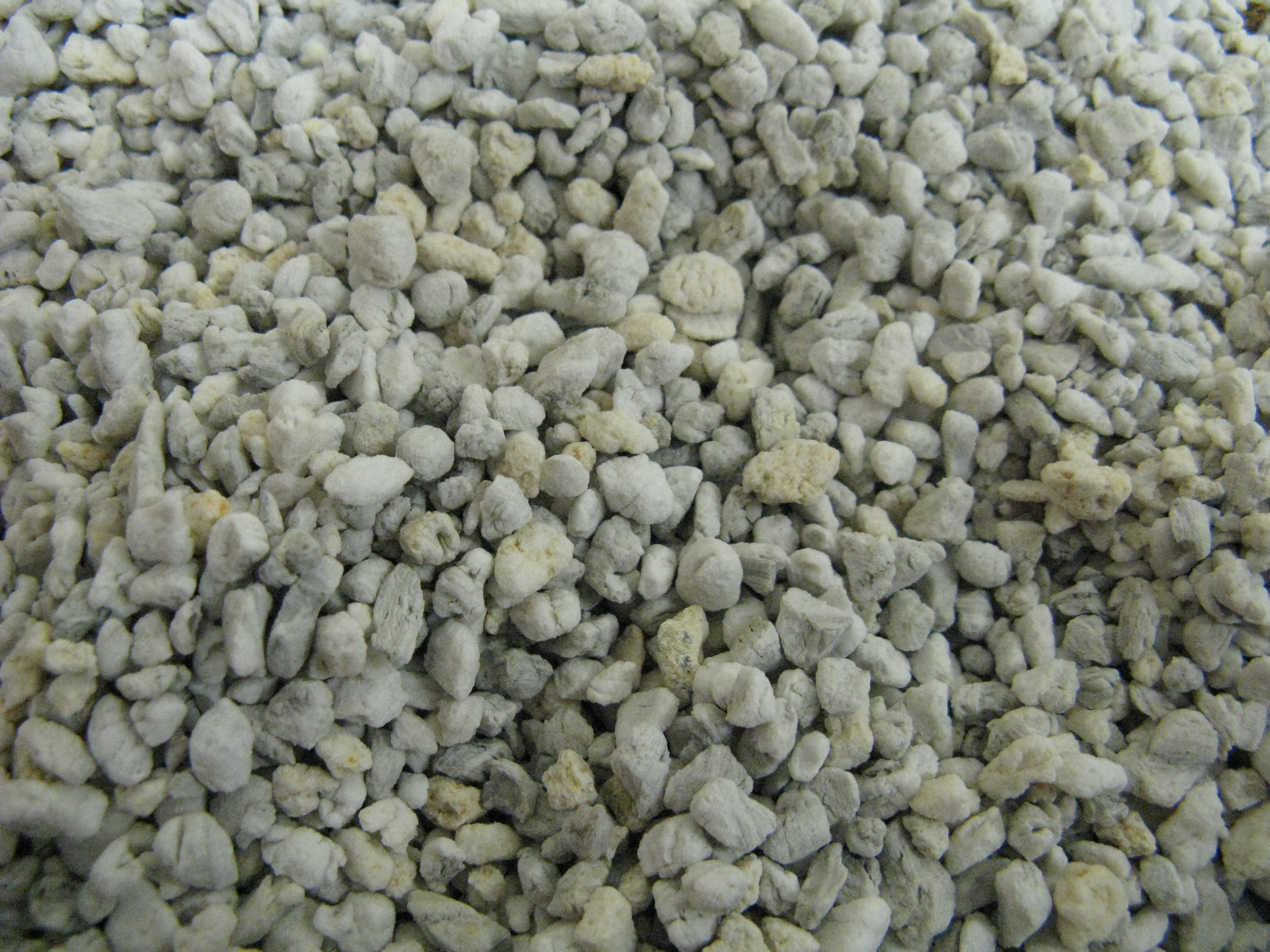
園芸用のパーライト

パーライト (Perlite) とは、火山岩として産出されるパーライト原石や珪藻土等を高温で熱処理してできる人工発泡体である。ガラス質の岩石中に含まれる構造水がガス化して発泡する。「真珠石」とも呼ばれる。

## 特徴
pH値は中性を示し耐火性、耐薬品性、断熱性に優れかつ多孔質、軽量である。

## パーライトの種類
大きく2種類に分類でき、用途により使い分けまたは組み合わされる。
黒曜石系パーライト
排水性向上。わずかではあるが附着水はミネラル水となり、イオン交換性能（根腐れ防止効果）も認められる。
真珠岩・松脂岩・珪藻土系パーライト
保水性向上

## 用途
園芸培養土、土壌改良材、濾過材、保冷（温）材などとして用いられる。